# Les Moutiers-en-Cinglais
Les Moutiers-en-Cinglais ist eine französische Gemeinde mit 528 Einwohnern (Stand: 1. Januar 2022) im Département Calvados in der Region Normandie. Sie gehört zum Arrondissement Caen und zum Kanton Le Hom. Die Einwohner werden als Moustériens bezeichnet.

## Geografie
Les Moutiers-en-Cinglais liegt etwa 20 km südsüdwestlich von Caen und 25 km nordwestlich von Falaise. Umgeben wird die Gemeinde von Grimbosq im Nordwesten und Norden, Saint-Laurent-de-Condel im Nordosten und Osten, Espins im Südosten, Croisilles im Süden und Südwesten sowie Montillières-sur-Orne mit Goupillières in westlicher Richtung.

## Bevölkerungsentwicklung
| Jahr                             | 1793 | 1836 | 1876 | 1926 | 1946 | 1968 | 1990 | 2016 |
| Einwohner                        | 375  | 462  | 357  | 249  | 165  | 232  | 350  | 514  |
| Quelle: Cassini, EHESS und INSEE |      |      |      |      |      |      |      |      |

## Sehenswürdigkeiten
- Kirche Notre-Dame aus dem 11. Jahrhundert, teilrestauriert
- altes Konventsgebäude
- Schloss Villeray aus dem 18. Jahrhundert, seit 2005 Monument historique[2]
- weitere Schlösser aus dem 18./19. Jahrhundert

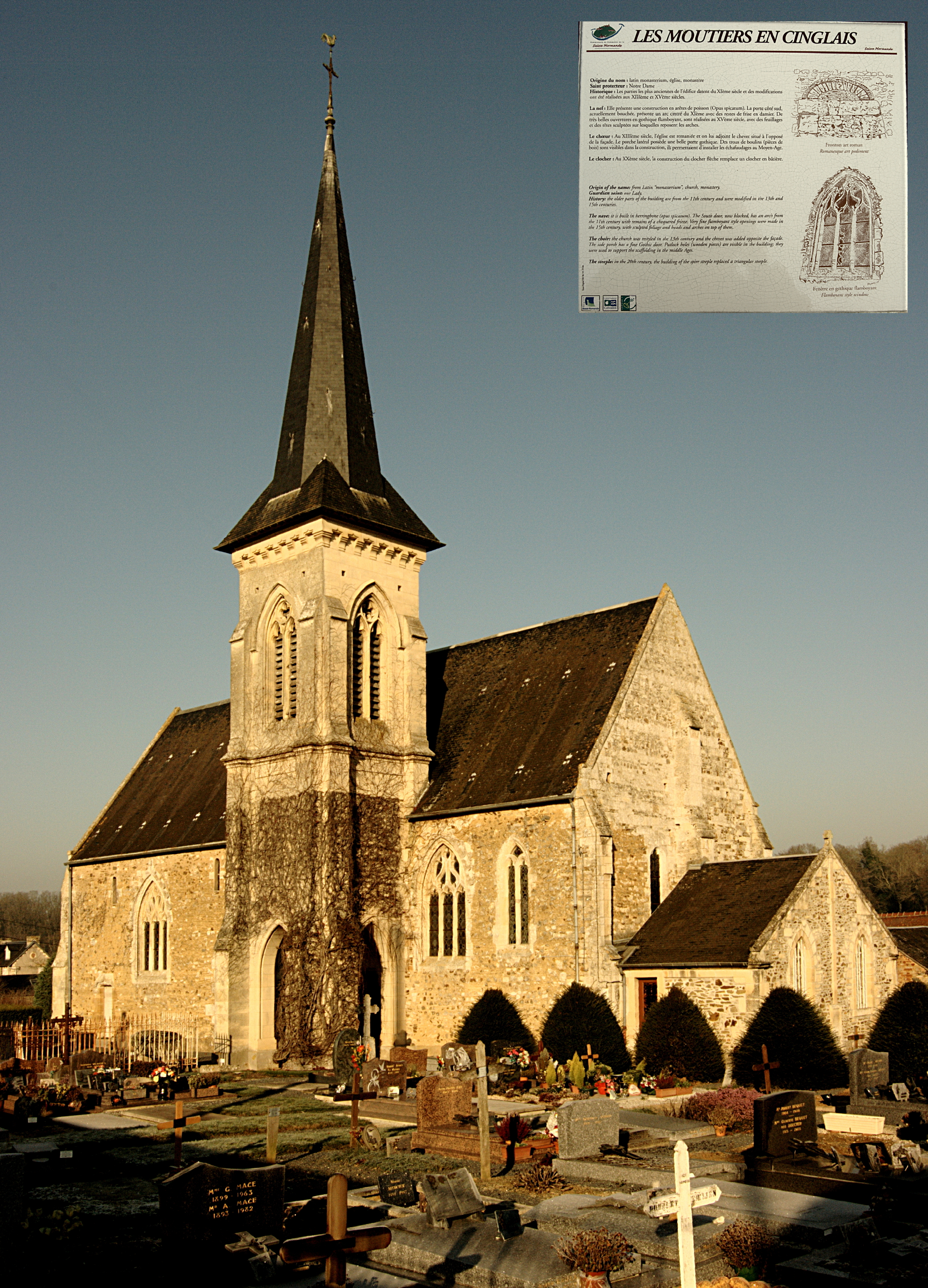
Kirche Notre-Dame
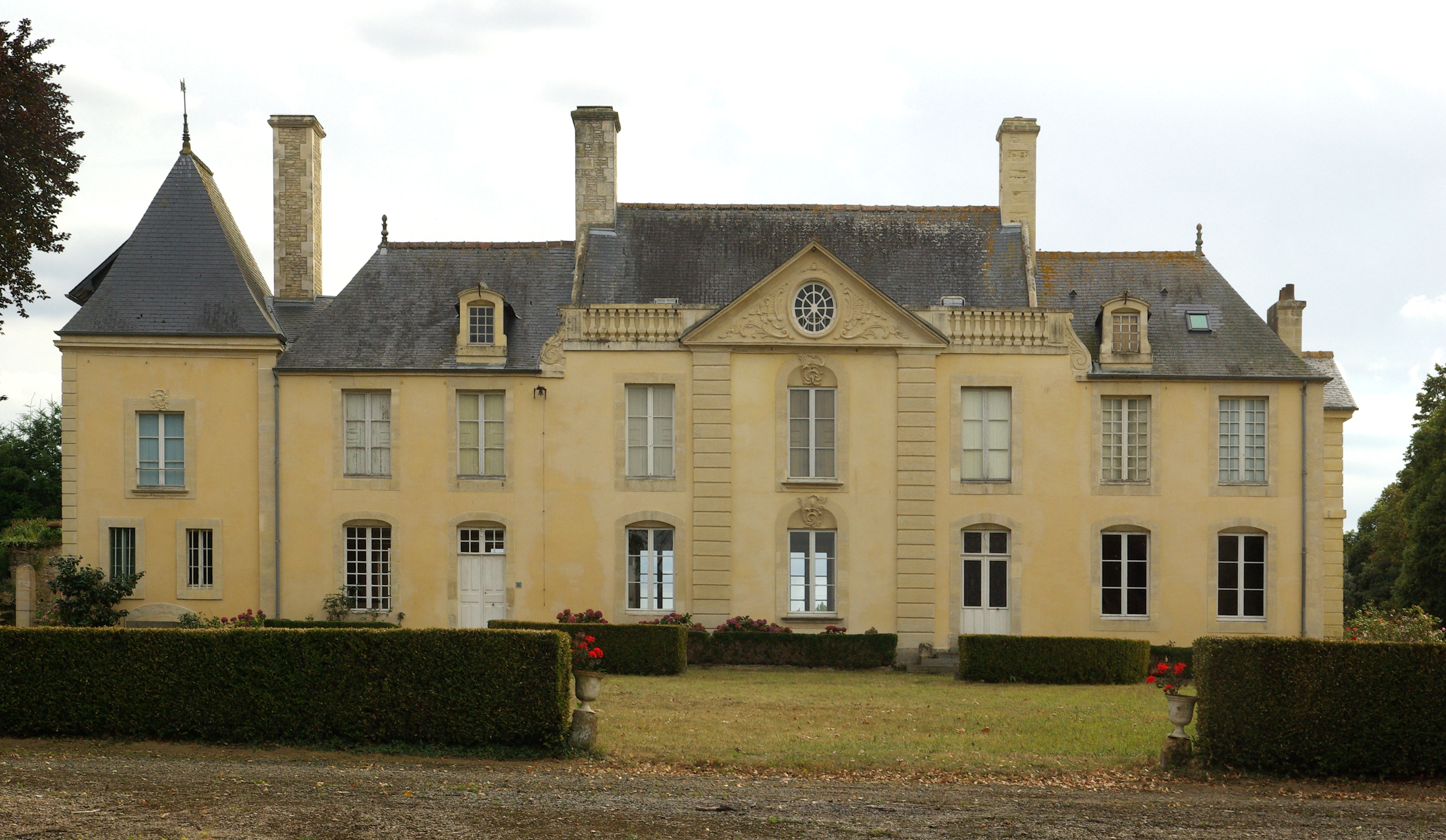
Schloss Villeray

## Persönlichkeiten
- Emmanuel Le Roy Ladurie (* 1929 in Les Moutiers-en-Cinglais; † 2023), französischer Historiker